# Anabasis prostrata
Anabasis prostrata är en amarantväxtart som beskrevs av Auguste Nicolas Pomel. Anabasis prostrata ingår i släktet Anabasis och familjen amarantväxter. Inga underarter finns listade i Catalogue of Life.